# Pheidologeton petulens
Pheidologeton petulens é uma espécie de formiga do gênero Pheidologeton, pertencente à subfamília Myrmicinae.